# Ferrari 612 Scaglietti
El Ferrari 612 Scaglietti és un automòbil esportiu de gran turisme produït pel fabricant italià Ferrari des de l'any 2004. Va ser dissenyat per Pininfarina com reemplaçament del Ferrari 456M, té una carrosseria cupè. Alguns dels seus rivals són l'Aston Martin DB9, el Bentley Continental GT, el BMW Sèrie 6, el Jaguar XK, el Maserati Granturismo i el Mercedes-Benz Classe CL. El nom fa referència a Sergio Scaglietti, un antic col·laborador d'Enzo Ferrari que va dissenyar les carrosseries del Ferrari 250 Testa Rossa i el Ferrari 250 GTO, i l'empresa, que ara és propietat de Ferrari, també s'encarrega de carrossar al 612 Scaglietti.

## Característiques
Ferrari va equipar al 612 Scaglietti amb un xassís i una carrosseria d'alumini. Gràcies a això el repartiment de pesos entre els eixos és de 46% endavant i 54% enrere, al que se suma la combinació de motor central davanter i tracció posterior.
Pel que fa al motor, comparteix el mateix dotze cilindres de 5.748 centímetres cúbics del Ferrari 575M Maranello. No obstant això, en aquest cas té 540 CV de potència a 7250 RPM i un parell motor de 59,8 kgm a 5.250. La transmissió és de sis velocitats i té l'opció de ser estàndard o semiautomàtica. Aquesta última és la famosa F1A, una versió més refinada que la utilitzada en el Ferrari 360, i és capaç de fer els canvis en fraccions de segon. En conjunt, el motor i la transmissió són capaços d'accelerar en 4,2 s fins als 100 km / hi aconseguir els 320 km / h de velocitat màxima.
El 612 Scaglietti també compta amb suspensions actives d'ajust variable, i inclou per primera vegada en un Ferrari, control d'estabilitat. L'interior compta amb l'alumini com a element decoratiu i una sèrie d'artefactes com ara: climatitzador de doble zona, equip d'àudio Bose, i encesa automàtica de llums i eixugaparabrises.

## Fitxa tècnica
| Fitxa tècnica           | 6.0                                       |
| Motor                   | V12 a 65º                                 |
| Cilindrada              | 5.748 cc                                  |
| Alimentació             | inyección indirecta                       |
| Distribució             | 4 vàlvules per cilindre                   |
| Potència màxima         | 540 CV a 7250 rpm                         |
| Parell màxim            | 588 Nm (60 kgm) a 5250 rpm                |
| Transmissió             | Automàtica, de sis velocitats més reversa |
| Tracció                 | Darrere                                   |
| Acceleració 0-100 km/h  | 4,2 s                                     |
| Velocitat màxima        | 320 km/h                                  |
| Consum mitjà (l/100 km) | aut (20,7 l/100 km)                       |
| Emissions de CO2        | aut (475 g/km))                           |